# John Bryson
John Edgar Bryson (24. července 1943 New York – 13. května 2025 Kalifornie) byl americký politik za demokratickou stranu. V letech 2011–2012 byl ministrem obchodu Spojených států amerických v Obamově administrativě. Na post rezignoval v červnu 2012 po zdravotních komplikacích spojených s autonehodou.